# Браво!
«Браво!» (рум. Aferim!) — кинофильм режиссёра Раду Жуде, вышедший на экраны в 2015 году. Лента выдвигалась от Румынии на премию «Оскар» за лучший фильм на иностранном языке, но не попала в список номинантов.

## Сюжет
Действие происходит в Валахии в 1835 году. Два представителя закона — бывалый капитан Костандин и его тщедушный отпрыск Ионицэ — путешествуют по стране, разыскивая раба-цыгана Карфина, который сбежал с большой суммой денег от своего хозяина — влиятельного боярина Йордаке. Следы приводят их то в цыганский табор, то в местный монастырь. Наконец, им удаётся настигнуть беглеца в доме приютившего его ремесленника. Связав Карфина и заковав его в кандалы, законники пускаются в обратный путь. В дороге они узнают, что цыган, которому грозит жестокая расправа, по сути не виноват: его проступок состоит в том, что он был соблазнён женой хозяина…

## В ролях
- Теодор Корбан — Костандин
- Михай Комэною — Ионицэ
- Тома Кузин — Карфин
- Александру Дабижа — Йордаке Чындеску
- Луминица Георгиу — Смаранда Чындеску
- Виктор Ребенджюк — Стан Параскив
- Александру Биндя — священник на дороге
- Михаэла Сирбу — Султана
- Габриэл Спахиу — Василе

## Награды и номинации
- 2015 — приз «Серебряный медведь» Берлинского кинофестиваля за лучшую режиссуру (Раду Жуде).
- 2015 — номинация на премию Европейской киноакадемии за лучший европейский сценарий (Раду Жуде, Флорин Лэзэреску).
- 2015 — специальное упоминание на Софийском кинофестивале.
- 2016 — приз Пекинского кинофестиваля за лучшую операторскую работу (Мариус Пандуру).
- 2016 — 12 национальных премий «Гопо»: лучший фильм, лучшая режиссура (Раду Жуде), лучший сценарий (Раду Жуде, Флорин Лэзэреску), лучшая мужская роль (Теодор Корбан), лучшая мужская роль второго плана (Александру Дабижа), лучшая женская роль второго плана (Михаэла Сирбу), лучшая операторская работа (Мариус Пандуру), лучший монтаж (Каталин Кристуциу), лучшая работа художника (Аугустина Станчиу), лучшие костюмы (Дана Папаруз), лучший грим и причёски, лучший звук.